# 佐倉麻子
佐倉 麻子（さくら あさこ、1969年12月2日 - ）は、日本の元AV女優。東京都出身。
身長：167cm 、スリーサイズ：B84・W58・H84。

## 人物
- 趣味：エレクトーン
- 雑誌『CanCam』の元モデルだった。

## 作品

### アダルトビデオ
1989年
- SUPER・LINGERIE 3 片桐綾 高瀬菜美 佐倉麻子 野坂なつみ（9月20日、英知出版 UKV66-03）※イメージビデオ
- 哀しみの透視図（10月1日、宇宙企画 CX-45）
- 課外授業 佐倉麻子 山本なつき（11月26日、笠倉出版社 CAV30-55）
- 濡れすぎて困っちゃう（12月5日、ファイブスター FV-8777）
- 陽だまりにゆれて（12月10日、宇宙企画 CX-50）
- 舌なまずり（12月21日、アリスJAPAN KA-1294）
- 愛で殺して（h.m.p/ティファニー STF-005）
- 恋の魔術（サザンクロスビデオアーツ MA-003）

1990年
- やっぱりウマが好き 佐倉麻子 椎名このみ（1月21日、h.m.p/クリスティーヌ PMC-002）
- フラッシュバック 23 佐倉麻子 安藤加奈（3月21日、アリスJAPAN KA-1311）
- いろいろ教えてあげるわよ 佐倉麻子 安藤加奈（4月5日、ファイブスター FV-8795）
- 禍い転じて腰つかう（4月13日、VIP 7D-029）
- ボディコン倶楽部・創刊号 佐倉麻子 イクラちゃん ほか（6月30日、英知出版 BEV89-06）
- お口の恋人（7月13日、ELZA LZA-55）
- 放課後・いけない絶倫実験室 佐倉麻子 工藤ひとみ 樋口美緒（7月20日、笠倉出版社 CAV31-15）全3名
- 女教師の秘密 木田彩水 佐倉麻子 中山美里（7月25日、二見書房 MV-038）全3名
- 手紙 コロナ社殺人事件（コロナ社）

発売年不明
- シンデレラEX 佐倉麻子（スタジオQ SQ-001）VHS
- ビデオマガジン おとこの遊艶地 12 庄司みゆき 佐倉麻子 島田さとみ ほか（リイド社 LV-1029）VHS

### オリジナルビデオ
- 巨乳ハンター（1990年4月25日、東北新社）監督: 渡辺寿 - 琴ヶ梅静香 役 [1]

## 書籍

### 写真集
- 写真集 スコラスペシャル 7 SUPER NUDE COLLECTION 3 松坂季実子・松本まりな・樹まり子 ほか（1990年1月8日、スコラ）ISBN 9784796295062 全28名

### 雑誌
- デラべっぴん 1989年7月号、12月号（英知出版）
- WEEKLY プレイボーイ 1989年8月1日号（集英社）
- スコラ 1989年8月24日号（スコラ）
- オレンジ通信 1989年9月号（東京三世社）
- Beppin 1989年9月号（英知出版）
- GORO 1989年10月号（小学館）
- ドリブ1989年11月号（青人社）
- VIDEO-X 1990年7月号（笠倉出版社）
- あっぷるず。 1990年7月号（考友出版）
- GIRIGIRI GALS VOL.3（?、浪速書房）